# 人中之龍 維新！
《人中之龍 維新！》是世嘉在2014年2月22日於PlayStation 4、PlayStation 3兩個平台發售的遊戲軟體，也是首部登入PlayStation 4的系列作品。宣傳詞為「超越真實的『坂本龍馬』在此」。
隨著本作的發售、在2014年2月13日免費開放PlayStation Vita専用軟體《人中之龍 維新! 免費程式 for PlayStation Vita》。
2022年9月14日，首次公佈了重製版《人中之龍 維新！極》的最新PV影像。《人中之龍 維新！極》為本作的完全重製版本，有別於以往改使用虛幻引擎4製作，預計在PlayStation 4、PlayStation 5、Windows、Xbox One、Xbox Series X/S平台推出，於2023年2月22日發售。

## 概要
本作為人中之龍系列作新作、在2013年8月18日所進行的「人中之龍系列角色總選舉」結果發表時，也跟著發表這件令人驚奇的消息。另外與過去發售的作品《人中之龍 登場！》一樣是改編自日本歷史的衍生作品、並且透過綜合導演名越稔洋及製作人橫山昌義的說明而明確化。
另外本作與『人中之龍4 傳說的繼承者』以後可以操控不同主角的方式不同、只能遊玩主角「坂本龍馬」一人。
這次客串的聲優陣容有演員船越英一郎、高橋克典、櫻庭奈奈美、中村獅童、大東駿介、高橋喬治等人。其他陣容有寫真女星今野杏南、及模仿藝人原口あきまさ、職業足球選手稻本潤一、槙野智章、武田修宏等人。本作出現的書法由書法家中塚翠濤負責。

## 故事大綱
置身「攘夷」及「佐幕」紛亂群起的時代，重返土佐的坂本龍馬應允恩師吉田東洋請求，與情同手足的武市半平太共謀政變，過程中龍馬目睹吉田遭殺害，
為找出真兇因而離開土佐，捨棄本名後化名「齋藤一」現身京都，加入人稱壬生狼的暗殺集團「新選組」。
驅動時代的英雄--坂本龍馬的另一個傳說因而展開…

## 登場人物
雖然本作有許多歷史人物出現，但因為劇情有許多與史實不相符之處，所以只是藉用這些史實人物作為故事的題材。另外雖然有實際的地名，但由於相關位置是以現今為基準，因此也有大部分虛構的情形。至於人物角色方面，則是由人中之龍系列1-5代的重要角色來飾演；重製版《極》則追加或是將部分角色替換成由0、極1、6、極2、7代的重要角色來飾演。

### 與坂本龍馬（齋藤一）有關之人
坂本龍馬/ 齋藤一 - 黒田崇矢
本作主角。出身絕對武士階級制度的四國大藩・土佐藩的下級鄉士。自江戶重返土佐之時，目睹階級凌駕於人命之上出手干涉，因而與上級武士產生衝突入獄。在恩師吉田東洋的幫助下重獲自由，而後因吉田的請求，參與他與武市半平太策畫多時的，一場足以改變土佐的政變。但在政變前夜三人會晤之時，吉田當場遭天念理心流刺客所殺，他也因被誤認為兇手而與負傷的武市一同逃亡，過程中為保全武市，於是選擇脫藩離開土佐。
事件過後一年，隱姓埋名的他，化名齋藤一落腳京都的寺田屋，並營造自己遊手好閒及嗜賭的形象作為掩護，經過一年鍥而不捨的追查後，決定加入天念理心流使用者集結的「新撰組」找出真兇。以實力通過永倉的入隊測試後順利入隊，接替山南成為第三隊隊長，此後得以藉隊長身份一探真相。
本作主角與《登場！》的主角桐生一馬之介（宮本武藏）一樣，都由人中之龍系列主角桐生一馬擔綱演出。
登勢 - 朴璐美
寺田屋女老闆。
由本系列作登場角色・朴美麗擔綱演出。
阿龍 - 櫻庭奈奈美（《無印》）；杉平真奈美（《極》）
本作女主角。在龍馬借住的地方並且在京都中也是首屈一指的船宿寺田屋中工作，是一位相當具有氣量的女侍。但暗中作為武市的內應，將關於龍馬的相關消息傳達給武市知道。
與龍馬相處的過程中，偷偷愛上了他，最後與龍馬結婚並一同前去渡蜜月。
重製版《極》由本系列作登場角色・雪紀（小雪）擔綱演出。
遥 - 釘宮理惠
因為雙親遭遇事故身亡而欠下大筆債務的少女，就在因為欠錢而要失去自己的家和土地時，由於龍馬出面幫她還債而得以倖免。所以她為了清償對龍馬的債務而在他的別墅中工作並負責照顧龍馬。
與『登場』的登場人物・的遙一樣，由人中之龍系列登場人物・澤村遙擔綱演出。

### 江戶幕府
德川慶喜 - 德重聰
江戶幕府第15代征夷大將軍。雖然年輕，但其智識及膽識在歷代將軍中都相當突出。戰鬥時會使用劍術以及手裏劍。
在龍馬與總司攻進江戶城後，與龍馬展開對決，在被打敗後接受了龍馬的建議，決定進行大政奉還而結束了幕府的300年統治。
由本系列作登場角色・堂島大吾擔綱演出。
佐佐木只三郎 - 西凛太朗
京都見廻組首領。很敵視新選組。
其實暗中與武市勾結，最後在土佐與伊東一起與龍馬及新選組等人進行對決。
由本系列作登場角色・渡瀨勝擔綱演出。
勝麟太郎 - 堀內賢雄（《無印》）；鳥海浩輔（《極》）
幕府軍艦奉行並。立場上雖然站在幕府方，但其實懷抱著相當的野心，於是將武市假扮的龍馬收為門生，幫他引見西鄉，企圖引發戰爭來獲利。但之後因為大政奉還，阻止了戰事的爆發而失敗。
由本系列作登場角色・青山稔擔綱演出。
重製版《極》由本系列作登場角色・荒川真斗擔綱演出。

### 土佐藩
山内容堂 - 吉田裕秋
土佐藩第15代藩主，暗中操弄武市引發一切事情的真兇。企圖引發薩長與幕府宣戰，真正的目的是要利用土佐將發生內戰的日本拱手讓給英國而在日本稱王，本來企圖要殺掉龍馬及武市，最後被龍馬及新選組等人阻止，並被龍馬所殺。
由本系列作登場角色・神宮京平擔綱演出。
吉田東洋 - 石塚運昇
被認為是土佐中最嚴厲的参政。但是他私底下一邊負責藩務，一邊卻又照顧著因藩而失去家人的人們。這樣的他對於藩裡嚴苛的階級制度感到不滿而企圖策畫一場政變。但政變前夜卻遭武市委派的芹澤鴨暗殺，臨終前將土佐的未來託付給龍馬。
由本系列作登場角色・風間新太郎擔綱演出，但聲優則由不同人負責，實則為本系列作登場角色・玉成鐵生的聲優。
中岡慎太郎 - 山路和弘
土佐藩士。為吉田東洋的手下，親眼目擊龍馬在東洋被暗殺的現場。雖然表面上認為龍馬就是兇手，但其實一直抱持懷疑而與埋伏在京都的龍馬會面，並與他一起尋找真正的兇手。
最後在近江屋中促成西鄉與桂的會面，但遭見迴組包圍而為了掩護他們逃走，並且被見迴組的佐佐木所殺。但最終仍存活下來，並以坂崎紫瀾的身分撰寫有關龍馬的故事(將武市及龍馬的經歷整合在一起)
由本系列作登場角色・伊達真擔綱演出。

#### 土佐勤王黨
武市半平太 - 高橋克典（《無印》）；中野英雄（《極》）
土佐勤王黨領導人。為揭示「勤王攘夷」，將擔憂整個時代的下級武士們集結成黨，成為一方勢力而立於頂點的男人。幼時因為階級制度而失去親人，與同樣失去家人的龍馬一同被吉田東洋養育成人。為了阻止悲劇一再重演，而投身吉田東洋所策畫的政變。但在政變前晚遭殺害吉田東洋的蒙面男子攻擊而受傷，龍馬將其藏匿於寺廟內後得以存活。一年後與龍馬重逢，在骸街企圖阻止龍馬加入新選組失敗，暗中拜託桂在他出事時，要好好照顧龍馬。
雖然傳出他因為以藏的指控而遭處刑而死的傳聞，但實際上卻以另一個坂本龍馬的假身分，企圖煽動薩長同盟向幕府宣戰。在近江屋再次與龍馬相見後表示若想知道一切真相，就來土佐找他後而離去。最後坦承自己是策畫暗殺東洋的人，與龍馬對決後獲得諒解。然而此時操控武市的幕後真兇‧山內容堂終於出現，並企圖殺害兩人，但被龍馬與新選組等人所殺。此後由他假扮成容堂，並實現明治維新。
重製版《極》由本系列作登場角色・澀澤啓司擔綱演出。
岡田以藏 - 中谷一博
土佐勤王黨志士。幕末四大人斬之一，又稱“人斬以藏”，武市半平太的左右手。其實力被黨內的人稱說僅次於武市。
戰鬥時，擅長緩慢的前置動作下突然迅速繞到對手背後使出致命一擊的戰法。因為不喜歡龍馬突然被任命為黨內的筆頭而向他提出挑戰，但卻遭龍馬所敗。
一年後因為在京都四處暗殺幕府的政要，於是在洛外的賭場遭新選組圍捕，雖然很迅速地殺害了谷以及鈴木兩名隊長，但被趕過來的龍馬再次打敗而遭逮捕，之後被送回土佐並傳聞他在嚴厲的拷問後而被處斬，但實際上卻仍然活著，然後趁著伊東等人在京都縱火並引起大火時暗殺了近藤。最後在御所前，與龍馬進行對決，並被龍馬所敗而身負致命傷，臨死前交代說能阻止武市的只有作為他結拜兄弟的龍馬後而斷氣。
由本系列作登場角色・錦山彰擔綱演出。

### 長州藩
桂小五郎 - 山寺宏一
長州藩士。居酒屋桂之井的經營者，其妻為幾松。
作為勤王志士的一份子，而成為新選組的狙殺目標，因其逃跑腳程快速，而被稱為「逃跑的小五郎」。在戰鬥中，以快速的劍法攻擊與腿部踢技的獨特風格見長。知道龍馬真實身分，應武市請託而協助龍馬，在京都道場一隅與四處打探天念理心流使用者的龍馬偶遇時，使用化名新堀松輔，並將情報販子賽之澡堂屋介紹給他。之後在池田屋再遇龍馬，儘管兩人不得不交戰，但最終在龍馬的掩護下逃脫。在與宿敵薩摩藩軍賦役西鄉對決時被龍馬阻止後，兩人盡釋前嫌並締結薩長同盟。最終成為新明治政府的重量級人物木戸孝允，並造訪承續山內容堂身分的武市半平太。
由本系列作登場角色・秋山駿擔綱演出。
吉田稔磨 - 石川英郎（無印）；楠見尚己（《極》）
長州藩士。
由本系列作登場角色金井嘉門擔綱演出。
重製版《極》由本系列作登場角色・嶋野太擔綱演出。

### 薩摩藩
西鄉吉之助 - 岩崎征實
薩摩藩軍賦役。個性豪爽不羈。為掩飾自己的身份，在公開場合使用關西腔。在戰鬥中，擅長大型拳打，投技和蠻力攻擊。在大眾澡堂與龍馬初遇時兩人便大打出手，之後認為龍馬與自己意氣相投，便邀其至祇園喝酒。在勝麟的引介下與另一位坂本龍馬會面，後來加入新選組的龍馬前來追查其真實身分，但他並未透露。正當自己抱起路邊受欺負的流浪狗之時，發現了一旁的桂小五郎，兩人一言不合正要開打之際被龍馬阻止後，與桂締結薩長同盟。
由本系列作登場角色・鄉田龍司擔綱演出。
田中新兵衛 - 影山貴廣
薩摩藩士，幕末四大人斬之一
由本系列作登場角色・新藤浩二擔綱演出。
為《極》限定角色
中村半次郎  - 宮迫博之
薩摩藩士，幕末四大人斬之一
由本系列作登場角色・神田強擔綱演出。（與第三隊隊士的神田剛二演出相同,但不是同一個出演角色）
為《極》限定角色

### 新選組
近藤勇 - 船越英一郎（《無印》）；大塚明夫（《極》）
新選組局長。天念理心流宗家。甚少出席會議，參謀伊東自入隊以來只見過其一次，因而在新選組內部其死亡傳聞四起。在祇園以告知蒙面男子的真實身分為由，要求龍馬助其完成帝的江戸遷都計畫，被龍馬拒絕後暗示自己為蒙面男子，兩人交手後，龍馬否定其為蒙面男子的可能。在沖田誤將龍馬視為殺死芹澤的兇手時，終於向龍馬揭露新選組的秘密及蒙面男子的真實身分。在龍馬意外促成薩長同盟後，為阻止倒幕戰事可能帶來的災難，兩人共議對策後，要求龍馬將其擬有「大政奉還」請願的書信，交予幕府將軍德川慶喜。此後在伊東一行人因叛變而火燒京都之時被以藏所殺。感嘆自己即將背負火燒京都之罪留名歷史，對於龍馬帶給自己的影響表示感激，將自己的最後一策託付龍馬，並要其轉交給土方後死去。
『ONLINE』補完短篇中，近藤在屯所的房間內留下龐大數量的日記，依據日記的內容可以知道他掌握了各隊士們的優缺點，並為了改善而獨自以自己的方式反覆試驗。
重製版《極》由本系列作登場角色・足立宏一擔綱演出。
土方歲三 - 中村獅童
新選組副長。
為人是非分明，重視紀律。即使在通過入隊測驗的齋藤在其指示下與山南對決後表示山南已等同死亡後，仍毫不猶豫地斬殺山南。雖有“鬼之副長”之稱，但並非無情之人。在近藤缺席的情況下成為新選組實質上的領導者，除對於齋藤進入新選組的動機存疑，亦留心参謀伊東的行動。近藤死後，在得知齋藤的真實身份和目的後，仍與其合作，以揭露伊東的陰謀。最後他與龍馬等人前往土佐，擊敗伊東，並與龍馬等人一同殺死山內容堂。
『ONLINE』的補完短篇中，有描寫他在故事結束後的事情、在他殺死容堂後正式解散新選組、並與沖田、永倉一起前往新選組屯所進行整理，然後他從近藤的遺物中發現了他的日記、自己與井上、藤堂等人一起喝酒同歡的酒瓶、讓他體會到隊於近藤的新選組賭上一切的熱情、於是存活下來的他們也誓言要繼承天念理心流信念。
由本系列作登場角色・峯義孝擔綱演出。
伊東甲子太郎 - 高橋喬治（《無印》）；小澤仁志（《極》）
新選組參謀，有著溫文爾雅的態度和口才，野心過人。意圖取代近藤勇成為局長。暗中內通武市，後來與平助，武田脫隊組成御陵衛士。
由本系列作登場角色・濱崎豪擔綱演出。
重製版《極》由本系列作登場角色・久瀨大作擔綱演出
沖田總司 / 平山五郎 - 宇垣秀成
新選組第一隊隊長。
新選組創始幹部之一。由於其壓倒性的力量及桀驁不馴的個性，是唯一一個無視組內嚴格紀律的人。其真實身份是平山五郎，自芹澤遭襲事件後成為沖田，也自此以美少年自居。從淺蔥色隊服上的染血程度可見好戰嗜血之處。自從目睹龍馬與新八在入隊測驗時交手竟不相上下後，感興趣的他而出手攻擊龍馬。得知龍馬的入隊動機後，設計引誘龍馬再戰，向其表示自己就是他在找的蒙面男子。雖以天念理心流對其發動攻擊，最後仍因在戰鬥過程中使用的我流小太刀術而被龍馬識破。雖一度誤會龍馬為殺害恩師芹澤的兇手，但兩人在多次交戰，及共同執行任務後建立起強烈信賴關係，龍馬並以「沖田大哥」相稱 (呼應正傳中桐生對真島的稱呼)。最終與龍馬等人前往土佐，擊敗英國武器商格洛弗後，與龍馬等人一同殺死山內容堂。
由本系列作登場角色・真島吾郎擔綱演出。
永倉新八 / 平間重助 - 小山力也
新選組第二隊隊長。
有著與土方並駕齊驅的優越劍術，新選組創始幹部之一。真實身分為平間重助，在芹澤遭襲事件後成為永倉。在戰鬥中，以強大臂力見長的天念理心流使用者，其擊殺具有將對手一斬兩斷的威力。在過去事件中受近藤之恩，此後便持續忠於履行自身職責，助其實現理念。在龍馬入隊測試中，兩人交手不相上下後便開始關注龍馬。此後在池田屋為龍馬所救後，默許龍馬放走桂小五郎，察覺其意圖後僅告誡龍馬留心自身處境。在充斥為自身利益而躋身於新選組的眾人之中，可說是作為重視仁義價值的存在。最後與龍馬等人前往土佐，擊敗佐佐木後與龍馬等人殺死山內容堂。
由本系列作登場角色・冴島大河擔綱演出。
山南敬助 - 瀨戶川太一（《無印》）；大川透（《極》）
前新選組總長兼第三隊隊長。因企圖脫離新選組而被土方命令他與龍馬對決，只要獲勝便可饒其不死。最終輸給龍馬後被土方所殺。
由本系列作登場角色・葛城勲擔綱演出，但配音與4代本篇不同。
重製版《極》由本系列作登場角色・世良勝擔綱演出
松原忠司 - 東地宏樹
新選組第四隊隊長。對於任務比誰都要熱心而具有相當認真的個性。實為長州藩派至新選組的間諜、發現自己真實身分已被山崎發現並報告土方後，一吐對新選組的憤怒，企圖說出龍馬的真正目的前，遭井上所殺。
由本系列作登場角色・森永悠擔綱演出。
武田觀柳齋 - 菅田俊（《無印》）；竹內力（《極》）
新選組第五隊隊長。
好男色，與伊東私底下勾結企圖奪取新選組，雖在事跡敗露後，與伊東等人脫隊組成御陵衛士，但仍打算背叛伊東，要齋藤為其引介桂小五郎以便加入長州藩下。最後被龍馬所殺。
由本系列作登場角色・林弘擔綱演出。
重製版《極》由本系列作登場角色・阿波野大樹擔綱演出。
井上源三郎 / 芹澤鴨 - 咲野俊介
新選組第六隊隊長。
新選組最年長成員。真實身分為新選組初代局長之一芹澤鴨，真正的蒙面男子。水戶天狗流宗家，擁有卓越劍術，由於少有機會展現其高超實力，而被後進劍士所輕視。為與平山、平間兩人自水戸藩脱藩，應武市要求前往土佐暗殺吉田東洋。完成任務回到京都後遭(真正的)沖田、永倉、及井上三人意圖夜襲殺害未果。而後在近藤的提議下成為井上，在龍馬的真實身分即將遭松原揭露之時幫助龍馬，最終遭武市滅口而死。
由本系列作登場角色・柏木修擔綱演出。
谷三十郎 - 濱田賢二（《無印》）；竹田雅則（《極》）
新選組第七隊隊長。會利用職務收賄並貪圖女色，由於看中捕捉以藏的賞金而與他對決，但被以藏所殺。
由本系列作登場角色・八幡擔綱演出。
重製版《極》由本系列作登場角色・馬淵昌擔綱演出。
藤堂平助 - 大東駿介（《無印》）；岡本信彥（《極》）
新選組第八隊隊長。自願擔任甫入隊的龍馬的導覽，性格開朗而善交際，但在與龍馬初次任務中，除以敏銳直覺預測其行動外，更在若無其事地斬殺脫隊隊士秋元後露出笑容。可窺見其冷酷之處。由於其曾師從伊東的背景，在近藤的指示下進入伊東勢力，在伊東企圖奪取新選組事跡敗露後，與伊東等人一同脫離新選組成為御陵衛士。暗中作為近藤耳目的他，在發現伊東勢力與新選組的真正敵人建立聯繫後欲向土方等人報告。但在過程中武田識破其雙重身分後遭其砍傷，死前要求土方等人將他與武田的屍體一同安置於油小路，營造兩人為新選組所殺的假象，以避免自己間諜身分曝光。
由本系列作登場角色・馬場茂樹擔綱演出。
重製版《極》由本系列作登場角色・趙天佑擔綱演出。
鈴木三樹三郎 - 竹内良太（《無印》）；谷田步（《極》）
新選組第九隊隊長。是受到伊東的幫助才登上隊長之位的人，與谷一樣貪財好色，與他一起捕捉以藏的過程中，由於看到谷遭以藏所殺，因此使出最後手段的手槍反擊不成，最後還是被以藏所殺。
由本系列作登場角色・荻田冠擔綱演出。
重製版《極》由本系列作登場角色・小清水寬治擔綱演出。
原田左之助 - 安元洋貴
新選組第十隊隊長。充滿野心、為了闖出一番名聲而加入新選組。是幹部中唯一使用槍的人、並因為不擇手段而也有一把手槍。因為命令在京都縱火時遇上龍馬、為了搶功，打算利用火災時殺掉龍馬而遭其所敗、由於趁火打劫的行為以及根本沒有作為劍客的原則，被龍馬輕蔑地以「坂本龍馬的歷史並不需要你的名字」而拋棄他、最後被因火災燒燬倒下的建物壓死。
由本系列作登場角色・相澤聖人擔綱演出。
山崎烝 - 神奈延年（《無印》）；中村悠一（《極》）
新選組監察。
暗中負責監察組內幹部的一舉一動，但其實暗中與武市勾結，最後被藤堂所殺。
由本系列作登場角色・釘原廣志擔綱演出。
重製版《極》由本系列作登場角色・韓俊基擔綱演出。
沖田總司（本人） - 大野拓朗（《無印》）；小西克幸（《極》）
與近藤等人一同自試衛館上洛。認為水戶天狗流的芹澤等人存在危害壬生浪士組名聲，且因害怕其高超劍術威脅自身地位，而與真正的永倉新八、井上源三郎一同夜襲芹澤，兩人卻因不敵芹澤遭殺害、自己也被前來救助芹澤的平山及平間所殺。由於事關壬生浪士組存亡，近藤因而提出身分替換一計，於是平山五郎成為沖田總司、平間重助成為永倉新八、芹澤鴨成為井上源三郎。
重製版《極》由本系列作登場角色・尾田純擔綱演出。
真正的永倉由本系列作登場角色・4代獄卒齊藤擔任
真正的井上由本系列作登場角色・5代牛島史哉擔任

#### 第三隊隊士
秋元文吉（あきもと） - 矢薙直樹
為了受歡迎而加入新選組。雖然是第三隊隊員、但在只有刺客的新選組中使不上力而企圖逃走、並與情人美月一起在日向屋飲酒作樂時，被龍馬發現而要制裁他。但之後被龍馬放他一條生路，雖然夢想與美月可以因此一起安靜地住在山中生活、卻被看穿龍馬行為的藤堂所殺。但原本以為被殺死的他、靠著驚人的生命力而復活並在骸街中再遇龍馬而決定回到第三隊。
由本系列作登場角色・秋元擔綱演出。
地下迷宮中可攜帶的隊士（卡片）。以下隊士中大多數是本作曾出現的角色。重製版維新極則新增6、0、極1、極2、7的角色，以及DLC限定的明星聯動的菁英隊士卡牌。
攻撃隊士
歌掘衛門（第二代目歌彫）、古牧宗之介（古牧宗介）、品田辰之助（品田辰雄）、南大五郎（南大作）、劉九龍（劉家龍）、琉道力也（島袋力也）、淨僧天狗、行光
攻撃隊士（《極》限定）
春日一之丞（春日一番）、石尾田傳二（石尾田禮二）、西谷清譽（西谷譽）、祭王艾德（艾德）、舛添耕太（舛添耕治）、咕小春（咕咕子）、虎之助、天童陽次郎（天童陽介）、Alex Moukala、Rahul Kohli
守備隊士
伊原勝正（伊原勝）、白川般若（黑川般若）、新垣幹三郎（新垣幹夫）、日村公庵（日村）、與那城尚三（與那城尚二）
守備隊士（《極》限定）
狹山佳穗（狹山熏）、山殺（山嵐）、Kenny Omega
衛生隊士
宇野道盛（宇野）、柄本宗継（柄本）、神田剛二（神田強）、空乃原
衛生隊士（《極》限定）
牧村真子（牧村實）、鈴木夢南兆（無南超·鈴木）、Nyatasha Nyanners（VShojo）
應援隊士
大島平八（大島平八郎）、黑雷勇矢（雄哉）、長谷部兼滿（長谷部）
應援隊士（《極》限定）
聖賢（善熙）、安村光助（安村光雄）、豆藏（マメ）、VampyBitMe
支援隊士
北方藏之介（北方大藏）、道明寺一輝（一輝）、真鍋兼松（真鍋幹二）
支援隊士（《極》限定）
向田佐江（向田紗榮子）、Cohh Carnage

### 其他人

#### 無印版
謎之澡堂屋 - 藤原喜明
與『登場！』的登場人物・本阿彌光悦一樣由本系列作登場角色・賽之花屋擔綱演出。
木戶松子幾松 - 平野綾
居酒屋「松之井」女將，暗中負責與桂的連繫，後來成為桂的正室。
由本系列作登場角色・花擔綱演出。
千石虎之丞 - 西前忠久
京都中首屈一指的吳服商，但其實暗中與勤王志士有勾結，最後遭總司所殺。
由本系列作登場角色・千石虎之介擔綱演出。
神主 - 和田雄三
在洛內某神社擔任神主的男人。
在被流氓糾纏的時候被龍馬所救，並告訴了龍馬升德的方法，還開了商店來支援他。
朱里 - 財津慶子
在神社工作的巫女。
由本系列作登場角色・夏川朱里擔綱演出。
寶藏院胤鳴
鬥技場裡登場並使用寶藏院槍術的修行僧。
由本系列作登場角色・宝蔵院胤禅擔綱演出。
湯瑪士‧布雷克‧哥拉巴(トーマス・ブレーク・グラバー) -  ジェフ・ゲダート
英國武器商人，負責供應軍火給土佐，在最終決戰與佐佐木及伊東一起與龍馬對決。
由本系列作登場角色・安德烈‧理察森擔綱演出。但聲優由不同人負責。
結尾影片登場的父子（無印限定）
現代的長崎對馬正眺望龍馬銅像的少年(小林優)和他的父親(藤原啟治)
豐臣秀武 / 曾田地秀武 （無印）；真田信康 / 曾田地信康 （《極》）
遊戲支線劇情中新選組洞窟任務中登場的豐臣家殘黨首領。
重製版《極》則變更為真田家殘黨首領。
由本系列作登場角色・曾田地康夫擔綱演出。
亞門玄丈齋 - 田邊安彥
遊戲隱藏BOSS，持有妖刀「夢龍碎」。在完成所有支線以及洞窟任務之後，坂本龍馬再次挑戰曾田地時會突然亂入偷襲而參戰，並會使用《5》中的召喚分身。在洞窟擊敗他後，會約坂本龍馬前往清水寺與其展開一對一決鬥。決鬥第一階段會使用天念理心流、龍馬的一刀之型和秋山的攻擊方式。持武器狀態下有減傷加成，一般極技對持武器的亞門而言都是低傷害（重製版《極》該加成被刪）。體力下降到一定程度後，會進入第二階段並改用亂舞之型，會使用手槍“Dragon hawk”。
由本系列作登場角色・亞門丈擔綱演出。但聲優則由不同人負責。

#### 《極》限定
山本八重 - 藤澤實穂
一個身披華麗龍紋外掛的女人，經常說“這世上最討人厭的就是壓榨弱者的傢伙”，而有“討厭的辰姐”之稱，惡徒們都對她敬而遠之。
由本系列作登場角色・辰姐擔綱演出。
薩道義
龍馬在酒席認識的一個外國人，對日本的文化、歷史有濃厚的興趣，正在收集記載了幕末各種事件的“筆記”。由於幕末的京都有許多人將“外國人”視為仇敵，所以他遇上了各種麻煩······
由本系列作登場角色・巴克斯(酒神)擔綱演出。
河上彥齋 - 杉田智和
幕末四大人斬之一
由本系列作登場角色・田中真司擔綱演出。

### 師父
古牧宗光（こまき そうこう） - 折原純
開設古武術道場的老人。
與『登場！』的登場人物・古牧宗左衛門一樣，由本系列作登場角色・古牧宗太郎擔綱演出。
吟柳 - 岩瀬遼平
開設吟柳道場的劍豪，其實力十分強勁，由本系列作登場角色・綾小路獅子擔綱演出。
威廉‧布萊德利(ウィリアム・ブラッドリー)
來自海外的武器商人，打扮像是西部牛仔。他的店舖表面上是賣烏龍麵，實際店內藏有訓練用的地下據點
十兵衛（じゅうべえ）博士【役小褄】
由《人中之龍 登場》役小褄擔綱演出。
新兵衛（しんべえ）博士【役小褄】
由《人中之龍 登場》役小褄擔綱演出。

### 特別出演
原口（原口あきまさ）

#### 黒豹飛脚団
星（星翔太）、稲本（稻本潤一）、槙野（槙野智章）、武田（武田修宏）

#### 遊女
杏南 - 今野杏南
揚屋「山吹」的遊女。
香奈 - 桃乃木香奈（《極》）
結衣 - 波多野結衣（《極》）
由菜 - 小倉由菜（《極》）

## 進化・追加的要素及系統
日常系統
本作遊戲的系統由《人中之龍5》系統再作一次許多的改善，場景不像5代那麼的偏暗，這次比較顏色配比比較明亮跟場景與人物模型等又再一次做了細膩的調整，從這代起，新增加速跑步，可以更快的到達任何目的地，並且在街上行走的敵人也做了很大的調整，敵人不會像《人中之龍5》那樣，一經過就馬上進入戰鬥，他不會馬上有反應，過了幾秒才會進入戰鬥，如果不想進入戰鬥，可以快速地跑離，不用再煩惱，經過小兵要怎麼甩開跟煩惱等，所以這代的遊戲系統又在一次的進步。
道具系統
本作的遊戲首次把道具跟武器與裝備跟材料設置專屬的道具欄，可以把東西放在各自專屬的區域，不用再像以前的系列作，任何東西只能集中在20個道具欄中。
這代的道具欄也從原本的20個擴充到40個，但需要用道德值交換來擴充道具位子。
戰鬥系統
遊戲中配合符合幕末時代背景，分為四種戰鬥系統。分別是使用刀並且能使出集氣攻擊的「一刀之型」、能夠使用手槍進行遠距離攻擊的「短槍之型」、能夠空手戰鬥的「格鬥之型」，以及可以刀槍併用交互使出刀擊及槍擊的「亂舞之型」。另外四種戰鬥類型皆有一個從《人中之龍5》就登場的絕技。
戰鬥演出
遊戲擁有系列作中最激烈的特寫演出。戰鬥後獲得的經驗值和報酬取決於依戰鬥進行過程而定的「戰績」和「稱號」。另外系列作中慣例會有的天啓也可以在戰鬥中獲得、並在獲得後就可以使用該天啟技。
街遊（街遊び）
透過街遊強化角色、鍛鍊武器等角色扮演遊戲要素在本作中更加進化。
等級
主角龍馬的等級最高為99等，四種攻擊型態也都各有25等供玩家分配，讓鍛鍊角色的要素可以更加進化。系列作中慣例的修行也多像《人中之龍 見參！》一樣以小遊戲方式呈現。
武器
武器種類比以前的系列作更加豐富。基本上除了刀及手槍外，還有大太刀、槍、大筒等特殊武器。另外還可以用小遊戲來強化武器、大幅提升其能力。
遊戲平衡
作品中平衡度調整成若不鍛鍊角色和武器就無法簡單地繼續進行遊戲。
PlayStation Vita遙控遊玩（CrossPlay）
本作中一部分的遊戲模式可以與PlayStation Vita作連動。
介面系統
本代的介面系統也做了許多的優化跟調整。
這代首次新增可以再介面存檔(或可以去神社存檔)、讀檔跟設定，可以調整遊戲困難度跟聲音與按鍵等地調整。

### 戰鬥地下迷宮
除了主角龍馬之外，也可以與各個新撰組隊士們勇闖地下迷宮的模式。
部隊
能透過募兵或打敗在街上遇到的一部分敵人而收為隊友。他們將會化作卡片、利用他們不同的能力而可以組成各種符合自己方式的隊伍。另外這些卡片也能夠合成出更強的新隊友。
地下迷宮（ダンジョン）
將成為卡片而培養好的隊友們進行各種探險的模式。只要通過探險就能得到各種難以入手的物品。

### 別傳生活
別傳生活是與在龍馬的別墅中工作的少女「遥」一起悠閒生活的模式。能夠發生提高遙好感度的事件，包括讓她幫忙擦澡和睡前談心等。
種菜
以像是拼圖的方式來種菜、隨著時間經過而可以收獲。如果使用肥料等物品、還可以因此有縮短收獲期的效果。
料理
能夠使用種菜、釣魚小遊戲中獲得的食材來製作料理。若成功完成小遊戲，所做出的料理不僅能夠回復體力，也能夠獲得特殊效果。
養寵物
能夠養育在城鎮中遇到的野貓及野狗。可以進行餵食、遊玩等動作。若進行得好而讓寵物高興的話，可取得特殊的物品。
行商
能將製作的料理、收成的蔬果等販賣給顧客來賺錢。

## 作品舞台
本作中有當時的日本中樞及城下町的出現。另外本作的京都並非『見参』裡的場景而是重新創造出來的場景。
土佐
以〖南海道随一〗之名城出名的高知城在背後支撐著，即使在日本也是屈指一指的城下町。
京都
以天皇居住的〖御所〗為首、擁有這個国家許多重要據點，為當時日本的中樞。

## 主題曲
- 主題歌：ONE OK ROCK「Clock Strikes」（A-Sketch）

## 人中之龍 維新 極
《人中之龍 維新 極 》（龍が如く 維新 極）為世嘉於2023年2月22日於全平台發售的遊戲軟體。發售日期與9年前人中之龍 維新的發售日相同，並首次做出全平台同步發售，並且如果買豪華版，可於2023年2月18日搶先體驗遊玩，這也是繼極跟極2後，第三部做出極化的新作品。

### 改良以及新增的內容
- 本作中除日文之外，多了中文與英文等其他語言可以選擇。
- 本作沿用當時原版的「極引擎」並再加上虛幻引擎，重新打造遊戲引擎與畫面。除了保留當時原版的遊戲內容外，再額外加許多新要素。
- 戰鬥方面除了保留原版的系統之外，還加入審判系列的仙藥特效，然後在原版地下迷宮才能使用的戰鬥卡牌也首次加入一般的戰鬥中，並能依據不同卡牌的能力而使出不同的招式。
- 角色部分，採用參與原版演出的演員長相製作的主要角色，因為合約到期而未獲授權，故另外以0、極、極2、6、7中的遊戲角色人物替代，至於以當時3到5代的登場人物製作的部份角色則同樣另外沿用0、極、極2、6、7替換。被替換的主要角色分別有分別有阿龍、武市半平太、近藤勇、伊東甲子太郎、山南敬助、武田觀柳齋、谷三十郎、藤堂平助、山崎烝、鈴木三樹三郎、吉田稔磨和一位神秘角色。
- 真人演員部分，特別邀請曾參與演出0代堂島組三位若頭輔佐的演員‧小澤仁志、中野英雄跟竹內力分別擔任遊戲中的重要角色。
- 關於女星演出部分，除了原版就參與演出的寫真女星今野杏南之外，另外特別邀請曾參與過先前作品演出的知名AV女優桃乃木香奈、波多野結衣以及小倉由菜一同出現在新版「純情武士」的卡拉OK的MV之中。
- 新增5條支線任務，共72條支線任務。新增支線裡出現0的巴克斯飾演的薩道義、辰姐飾演的山本八重，以及由錦山組飾演的幕末四大人斬裡的另外三位：河上彥齋、田中新兵衛、中村半次郎。
- 在遊戲開頭，取消了開場動畫，並且也將遊戲封面做調整，新增可以對遊戲中所有的相關內容設定。
- 首次遊玩可以直接選最高難度，並且新增了最終級「維新」的難度，也開放最高難度也可以隨意調整，因難度而可自行調整，敵人也會因難度不同，傷害跟防禦的程度也會增加。
- 遊戲中首次增加可以自動存檔功能，並且在原作中神社可以存檔的部分取消，變成可以參拜與倉庫。
- 在跑步中，可以不用一直按跑步鍵，按一下就能開啟自動跑步或慢跑等設定。
- 戰鬥模式中的技能，古牧流 翻滾變成只能在空手模式可使用，其餘風格不能使用。
- 戰鬥模式中的技能，古牧流 化勁與古牧流 虎落做一些調整設定。
- 戰鬥模式中的空手風格有做了一些調整設定。
- 製作武器與裝備方面，改良原版系統，用以印的方式來加強武器的殺傷力與防具的防禦力，並做了許多的調整。
- 精進目錄與小遊戲的成就有稍微的做調整。
- 地下迷宮的豐臣家殘黨被替換為真田家殘黨，並且迷宮中一些小boss有做了調整，亞門玄丈齋所召喚的分身模組有所調整。
- 終極妖刀武器「夢龍粹」取消了刀氣。
- 卡拉ok中，新增了兩首單曲，分別是「跟笨蛋一樣」(維新版)跟「純情武士」。
- 在一些商店中，可以不用經過讀取可以直接無接縫進入商店，但在重要基地跟到下一個地圖時就需要讀取。
- 物品中的白金盤，從賣的價格12兩調整到3兩7500文。
- 在本作中，可以隨自己喜好，可以去自己基地換想要穿的外觀服裝，並且也可以為新選組相關的角色也能進行衣服換裝，但在一些重要的過場動畫會變回原來的服裝，這些額外服裝可以透過dlc道具購買。
- 取消了無印版尾聲的現代劇情。
- 在原作中，漫遊模式無法繼承到下週目的問題，在本作中已經解決此問題，可以繼承到下週目。
- 在戰鬥卡牌中，有保留原來3-5的角色，新加0、極、極2、6、7的相關角色，新加替換有狹山薰、春日一番、向田紗榮子、牧村實、西谷譽、艾德、還有虎跟熊、狗與雞跟與國外的youtuber特別合作企畫的卡牌等。
- 在藥類中的「長壽丸」無法恢復全滿氣血跟熱血值，改成只恢復一些。
- 戰鬥模式中的技能，古牧流 貓翻身變成只能在空手模式可使用，其餘風格不能使用，但在最近的更新，又變成全風格都能使用了。
- 在原作中隊友沒有血條的，在這次版本中追加血條量。
- 在字幕方面做了調整，現在路過聽到百姓的聲音是直接呈現，改掉原版方框的對話。
- 在「一閃」風格熱血動作中的一刀的精髓改成用閃避的方式才能使用。
- 在「亂舞」風格熱血動作中的絢爛豪華的精髓的動作做了調整。
- 在「短槍」風格中新增加攻擊前就能觸發反擊的招式。
- 在本作所有的敵人的血條全部統一都是一條血。
- 在本作中主角的血量與熱血值保留，其餘其他的都被砍掉。
- 在本作中可以顯示出敵我的傷害數字，也可以被傷害數字可以隱藏。
- 在本作中賭場的赌单双骰子乐中的跟搖骰師單挑作弊中，如果有抓到，多了一個小搖的動作。
- 在本作中新選組的台階上取消會有短暫跳下的動作，直接改成跑過去沒任何動作。
- 在本作中可以在介面這邊選擇拍照，按照自己想要的方式可以拍照。

## 備註
1. ↑  . ファミ通.com (エンターブレイン). 2013-08-18  [2013-08-18]. （原始内容存档于2020-11-16）.
2. ↑  另外中村、大東、高橋也都參與過系列作作品的配音。
3. 1 2 3 4 5 6 7 8 9 10 11 12 13 14 15
4. ↑  《人中之龍5》中戰鬥所獲得的天啟只能用來增加武器的攻擊方式，因此本作中作為極道技的天啟方式是第一次。

## 外部連結
- （日語）官方網站 （页面存档备份，存于）
- 維新極中文官方網站 （页面存档备份，存于）